# Galvanómetro de Einthoven

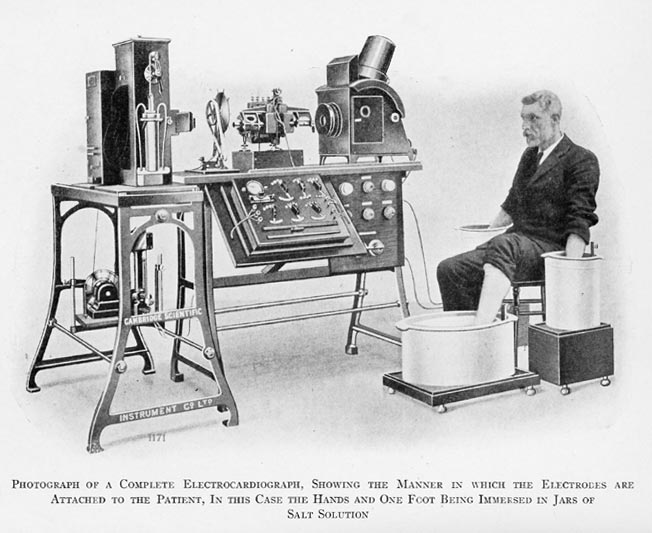

El galvanómetro de filamento, galvanómetro de Einthoven o también electrocardiógrafo de Einthoven, es uno de los primeros instrumentos que pudo detectar y registrar las débiles corrientes eléctricas producidas por el corazón humano, registrando lo que se puede definir como la primera electrocardiografía. Las máquinas originales alcanzaron " tal nivel de perfección técnica, que muchos electrocardiógrafos actuales no consiguen grabaciones tan fiables y sin distorsiones" Einthoven recibió el Premio Nobel de Fisiología o Medicina en 1923 por toda su obra.

## Historia

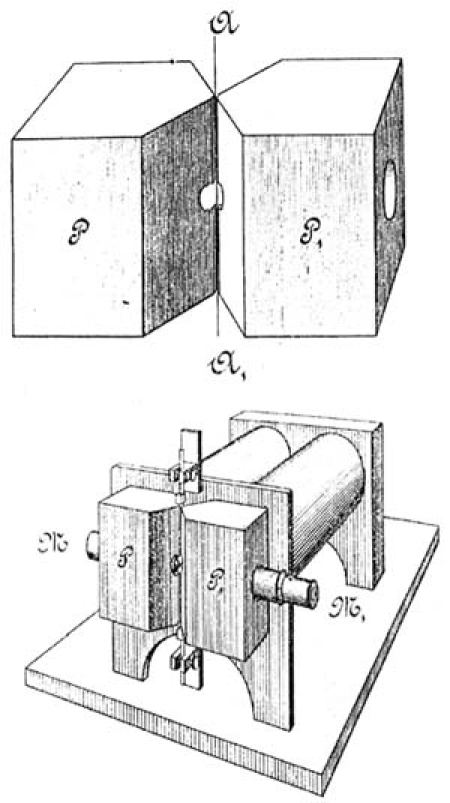
Esquema del galvanómetro de Einthoven con el filamento de cuarzo como a-a'- 1903

Antes del galvanómetro de filamento, los científicos utilizaban una máquina llamada electrómetro capilar para medir la actividad eléctrica del corazón, pero este dispositivo no pudo producir resultados a un nivel de diagnóstico. Willem Einthoven inventó el galvanómetro de filamento en la Universidad de Leiden a principios del XX, publicando el primer registro de su uso para grabar un electrocardiograma en un libro "Festschrift" en 1902. El primer electrocardiograma humano se registró en 1887, sin embargo, no fue hasta 1901 cuando se obtuvo un resultado cuantificable del galvanómetro de filamento. En 1908, los médicos Arthur MacNalty, MD Oxon y Thomas Lewis (cardiólogo), se unieron para convertirse en los primeros de su profesión en aplicar la electrocardiografía al diagnóstico médico. Einthoven fue galardonado con el Premio Nobel de Fisiología o Medicina en 1924 por su trabajo. [6]

## Mecánica
La invención de Einthoven consistía en un filamento de cuarzo recubierto de plata, de unos cm de longitud (ver dibujo) y de masa insignificante, por lo que se hacían circular las corrientes eléctricas del corazón. Este filamento tenía unos potentes electroimanes situados a cada lado del filamento, lo que provocaba un desplazamiento lateral del filamento proporcional a la corriente del campo electromagnético, que circulaba por él. El movimiento del filamento era fuertemente ampliado y proyectado ópticamente a través de una ranura delgada sobre una placa fotográfica en movimiento. [6]
El filamento se hacía originalmente estirando un filamento de vidrio a partir de un crisol de vidrio fundido. Para producir un filamento bastante largo, se disparaba una flecha para que arrastrara el filamento de vidrio fundido. Entonces el filamento producido, se recubría con plata para proporcionar un camino conductor a la corriente. 
La máquina original requería un enfriamiento de agua para los potentes electroimanes, requería 5 operadores el peso total era de unas 600 libras (300kg). [6]

### Procedimiento

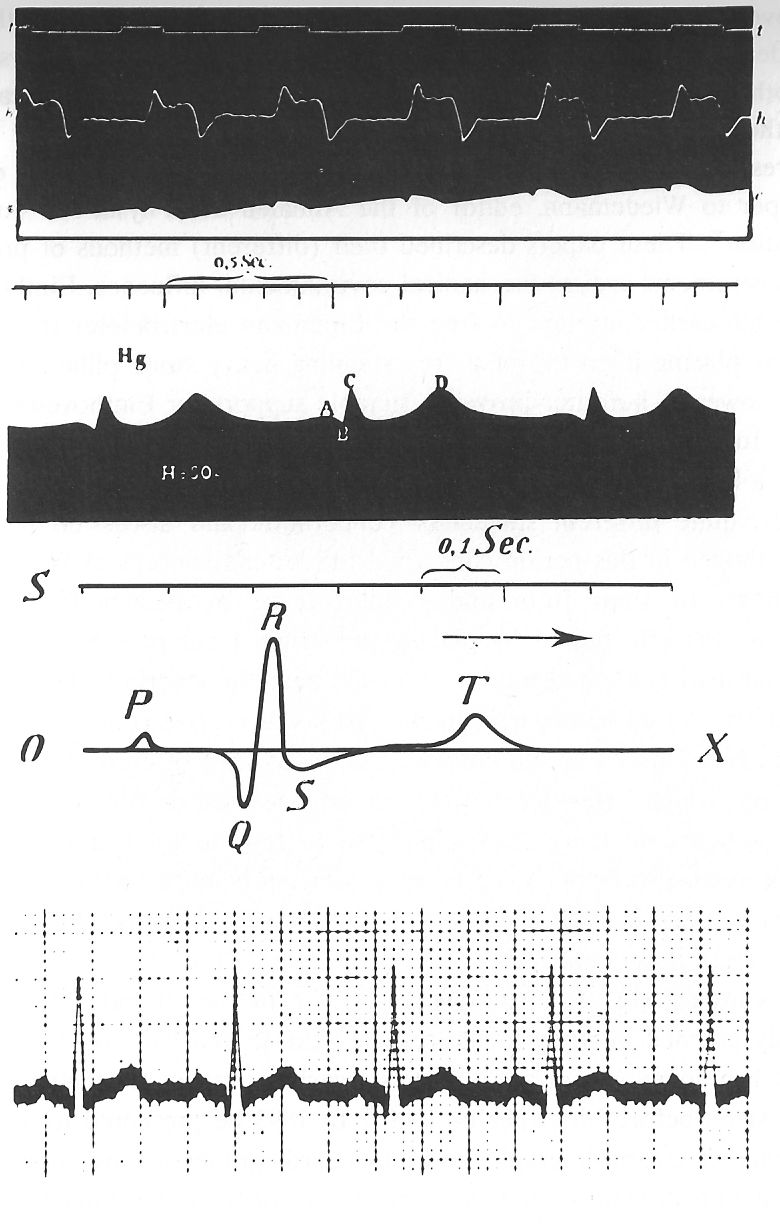
ECG: de Waller y de Einthoven, comparados. Nº1 apicocardiograma o electrocardiograma de Waller (límite entre blanco y negro; Nº2 y 3 : Grabación mejorada del ECG realizada por Einthoven con el electrómetro capilar modificado. El trazado inferior es el ECG reconstruido y corregido matemáticamente que tiene gran parecido con la grabación obtenida con el galvanómetro de Einthoven Nº4: electrocardiograma moderno con escala milimétrica

El paciente estaba sentado con los dos brazos y la pierna izquierda inmersos por separado dentro de unos cubos con una solución salina. Estos cubos actuaban como electrodos para conducir la corriente de la superficie de la piel hacia el filamento. Los tres puntos de contacto de electrodo sobre estos miembros dibujaban lo que se conoce como triángulo de Einthoven, un principio todavía utilizado en la grabación del ECG actual. [8]